# Millville (Ohio)
Millville és una població dels Estats Units a l'estat d'Ohio. Segons el cens del 2000 tenia 817 habitants.

## Demografia
Segons el cens del 2000, Millville tenia 817 habitants, 312 habitatges, i 247 famílies. La densitat de població era de 534,7 habitants/km².
Dels 312 habitatges en un 35,6% hi vivien nens de menys de 18 anys, en un 59,6% hi vivien parelles casades, en un 15,1% dones solteres, i en un 20,8% no eren unitats familiars. En el 17,6% dels habitatges hi vivien persones soles el 6,7% de les quals corresponia a persones de 65 anys o més que vivien soles. El nombre mitjà de persones vivint en cada habitatge era de 2,62 i el nombre mitjà de persones que vivien en cada família era de 2,93.
Per edats la població es repartia de la següent manera: un 25,6% tenia menys de 18 anys, un 6,7% entre 18 i 24, un 30,5% entre 25 i 44, un 25,8% de 45 a 60 i un 11,4% 65 anys o més.
L'edat mediana era de 37 anys. Per cada 100 dones de 18 o més anys hi havia 89,4 homes.
La renda mediana per habitatge era de 45.341 $ i la renda mediana per família de 45.972 $. Els homes tenien una renda mediana de 39.306 $ mentre que les dones 25.208 $. La renda per capita de la població era de 18.835 $. Aproximadament el 6,5% de les famílies i el 7% de la població estaven per davall del llindar de pobresa.

## Poblacions més properes
El següent diagrama mostra les poblacions més properes.